# Torola
Torola è un comune del dipartimento di Morazán, in El Salvador.